# 北海道道374号栗沢停車場線
北海道道374号栗沢停車場線（ほっかいどうどう374ごう くりさわていしゃじょうせん）は、北海道岩見沢市内を結ぶ一般道道（北海道道）である。

## 概要
北海道道322号砂川停車場線と並び、実延長が3番目に短い道道となっている。

### 路線データ
- 起点：北海道岩見沢市栗沢町本町（JR北海道 室蘭本線 栗沢駅）
- 終点：北海道岩見沢市栗沢町本町（北海道道274号栗沢南幌線・北海道道728号中幌向栗沢線交点）
- 路線延長：50m（実延長）

## 歴史
- 1961年（昭和36年）3月31日 路線認定[1]。

## 地理

### 通過する自治体
- 空知総合振興局
  - 岩見沢市

### 交差する道路
岩見沢市
- 北海道道274号栗沢南幌線 - 栗沢町本町
- 北海道道728号中幌向栗沢線 - 栗沢町本町

### 沿線にある施設など
岩見沢市
- JR北海道 室蘭本線 栗沢駅 - 栗沢町北本町